# Sheng Mao
Pour les articles homonymes, voir Sheng (homonymie).

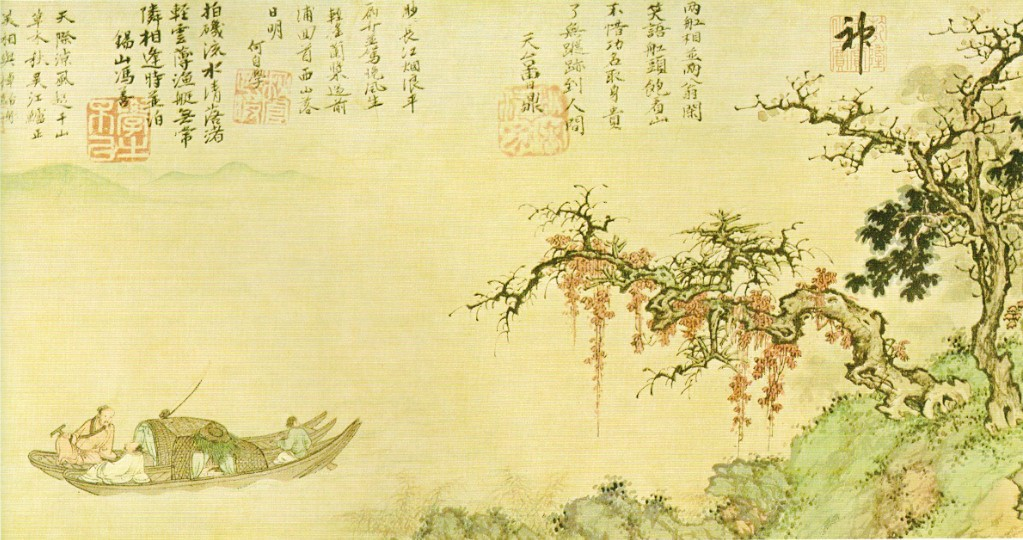
En bateau sur le fleuve à l'automne 1361 par Sheng Mao (1310-1361)

Shèng Mào (Sheng Mou, Cheng Mao ou Cheng Meou) (Sheng Mao, traditionnel : 盛懋, simplifié : 盛懋), de son surnom Zizhao, est un peintre chinois originaire de Jiaxing, province du Zhejiang, Chine. Actif vers 1310-1361 durant le XIVe siècle.

## Biographie
Les dates de naissance et de mort de Sheng Mao sont inconnues, mais il est actif vers 1320-1361. Il étudie la peinture auprès de son père, un artiste de Hangzhou qui suit probablement la tradition locale dérivée des Song; Chen Lin (peintre-actif 1260-1320) l'a certainement aidé à s'affranchir de ses acquis démodés et peut-être inutiles.
Fils de peintre, il est connu pour ses paysages, ses figures et ses représentations de fleurs et d'oiseaux. On dit que ses œuvres sont très raffinées dans leur beauté, mais parfois aussi trop habilement peintes et l'on ajoute même que de son temps il est plus connu que Wu Zhen, l'un des Quatre Grands Maîtres Yuan, dont il est d'ailleurs le voisin. Après avoir étudié avec Chen Lin, artiste académique dans la lignée de Zhao Mengfu, il se tourne vers les styles des maîtres Song, Dong Yuan (mort en 962) et Juran. C'est plus un  peintre professionnel qu'un amateur lettré, comme le sont Wu Zhen et les maîtres Yuan, et l'on retrouve dans ses œuvres une sorte d'ambivalence entre les manières de Zhao Mengfu et certaines techniques des paysages Song du Sud.

## Styles multiples
Sheng Mao est un maître prolifique, aux talents variés, dont les œuvres, d'un point de vue stylistique, vont de tableaux simples, d'apparence spontanée, peu différents des «jeux d'encre» des lettrés, à de grandes compositions élaborées qui font la démonstration de sa formidable compétence technique. Il est supposé que cette diversité de styles correspond à une diversité de goûts et de situations parmi ses clients; il est le genre d'artiste capable de satisfaire un grand éventail de demandes. Cet éclectisme n'est pas apprécié par les écrivains lettrés, pour qui le professionnalisme est un stigmate plus qu'une force, et ils gratifient Sheng de peu d'éloges. Les critiques chinois ne s'y trompent pas en plaçant Wu Zhen au-dessus de Sheng Mao, dont la méticulosité capricieuse trahit, à leurs yeux, une absence d'équilibre et de calme.

## Jugement de compétence
Ils écrivent des inscriptions poétiques sur ses œuvres, plus en l'honneur du destinataire qu'à la gloire de l'artiste. Un exemple peut être vu avec l'Attente du bac près d'un fleuve en automne peint en 1351. Cinq scripteurs, contemporains de l'artiste, rédigent des quatrains sur la partie supérieure du tableau, dans des styles calligraphiques différents; l'inscription de Sheng Mao, à l'extrême gauche, calligraphiée dans une écriture carrée, banale, indique la date, le titre et la dédicace à un certain Xibo, en plus de sa signature. Il n'y a aucun moyen de savoir si Sheng est compétent en matière de poésie et de calligraphie; qu'il ne témoigne d'aucune capacité dans l'un et l'autre de ces arts dans les œuvres qui subsistent de nos jours; c'est peut-être seulement dû au fait que les clients n'en encouragent pas la pratique chez les peintres professionnels.[source insuffisante]
Il est supposé, d'après des cas similaires, que le tableau a été commandé à Sheng par un client qui veut l'offrir à Xibo, et que les cinq autres sont invités à y calligraphier des inscriptions. La scène est conventionnelle: dans la partie inférieure gauche, un voyageur, identifié comme un homme cultivé par le qin, ou cithare de lettré, porté par son serviteur, a atteint le bord du fleuve où s'achève sa route, et il est assis au pied des arbres à attendre le bac, qui est visible dans la partie supérieure droite. Ce que sont les implications de cette scène familière et pourquoi elle est choisie pour ce Xibo sont des questions auxquelles nous répondrons quand nous explorerons plus loin la thématique et le contexte de la création dans la peinture chinoise. La réalisation de Sheng Mao, tout en conservant des éléments de son modèle Zhao Mengfu, est plus spacieuse, plus naturaliste, plus dans la veine des Song que ne le sont des œuvres similaires réalisées par des artistes lettrés. Son travail au pinceau caractéristique, aux touches curvilignes qui se terminent net et s'enchevêtrent en créant un effet d'animation, est visible sur les surfaces terrestres du premier plan.
- Signature et sceaux falsifiés
  - Villa dans les montagnes  est une œuvre sur soie vaste et impressionnante, qui porte une fausse signature et des sceaux falsifiés de Zhao Mengfu mais attribuable, par le style, à Sheng Mao ou du moins à un proche disciple[6].

## Technique et développement
Le style de Sheng est populaire dans les cercles de la cour durant la période de transition des dynasties Yuan et Ming. L'un de ses neveux, nommé Sheng Zhu, est au service de l'empereur Taizu. On peut imaginer que cette peinture est destinée à quelque grand ministre que l'on veut flatter par la représentation idéalisée de sa villégiature de montagne, de l'élégante hospitalité qu'il peut offrir à ses hôtes et de la position sociale prédominante que tout cela implique. A la composition s'incorpore un récit implicite qui se déploie, autant qu'il peut l'être sur un rouleau portatif, dans une série d'espaces liés les uns aux autres que le spectateur doit lire comme une séquence temporelle.
L'évènement décrit est une visite de trois hauts fonctionnaires visibles en bas, celui qui se tient en avant peut être l'empereur lui-même. Le récit s'ouvre, dans le coin inférieur gauche, sur un pont que les trois hôtes viennent juste de franchir et où attendent encore leurs chevaux et palefreniers. Puis il se déplace dans l'espace ouvert devant le portail, au coin inférieur droit, où les trois hommes se tiennent avec leurs domestiques. Passant dans la cour, ils sont accueillis par de belles musiciennes et danseuses, qui les divertissent au cours d'un banquet à l'intérieur de la demeure. Puis ils escaladent un sentier jusqu'à un pavillon situé sur une corniche offrant une large vue sur le domaine du propriétaire et les terres alentour. Les serviteurs sont perçus gravissant le sentier en portant un qin et d'autres accessoires indispensables à une réunion de lettrés; à l'intérieur du pavillon, d'antiques bronzes et céramiques sont disposés sur une table pour être soumis à leur appréciation.
Cette ligne narrative, qui décrit une courbe depuis le coin inférieur gauche jusqu'au coin supérieur droit, est équilibrée par un superbe effet d'éloignement progressif et ascendant le long de la vallée sur la gauche, jusqu'au ravin embrumé que surplombent une cascade et de lointains sommets. La comparaison avec des œuvres signées de Sheng, comme le très connu Doux été dans une retraite de montagne, (Nelson-Atkins Museum of Art, Kansas City ; cf. Cahill, pl. 3.) suggère que la peinture est probablement de sa main; mais déterminer l'identité de son auteur  est moins intéressant que reconnaître ses qualités. Une telle œuvre s'écarte de l'orientation stylistique des artistes lettrés et de leurs imitateurs, y compris parfois Sheng Mao lui-même; elle rappelle l'envergure des paysages des Song du Nord, où des récits idéalisés sont pareillement enchâssés dans des structures paysagères spatialement complexes mais clairement lisibles.

## Anecdote prémonitoire
Le jugement négatif des critiques ultérieurs sur Sheng Mao donne naissance à une anecdote bien connue, probablement apocryphe, puisqu'elle apparaît dans les textes seulement à la fin des Ming. Elle est destinée à louer la pureté et la profondeur des peintures de Wu Zhen, contemporain de Sheng et originaire de la même ville, en les opposant au prétendu clinquant de celles de Sheng. Dans l'histoire, les deux artistes vivent à proximité l'un de l'autre (ce qui est réel), près de Jiaxing, une ville à l'est de Wuxing. La femme et les enfants de  Wu, qui voient passer devant leur porte une foule de gens se rendant chez Sheng, chargés de présents en argent et en soieries pour lui commander des peintures, se moquent de Wu qui n'attire pas le même genre de clientèle; Wu réplique que dans vingt ans, il en sera tout autrement. C'est ce qui est prouvé, conclut l'anecdote; les peintures de Sheng, bien qu'habiles, en viennent à être estimées inférieures à celles, «riches et profondes», de Wu.

## Musées
- Beijing (Musée du palais):

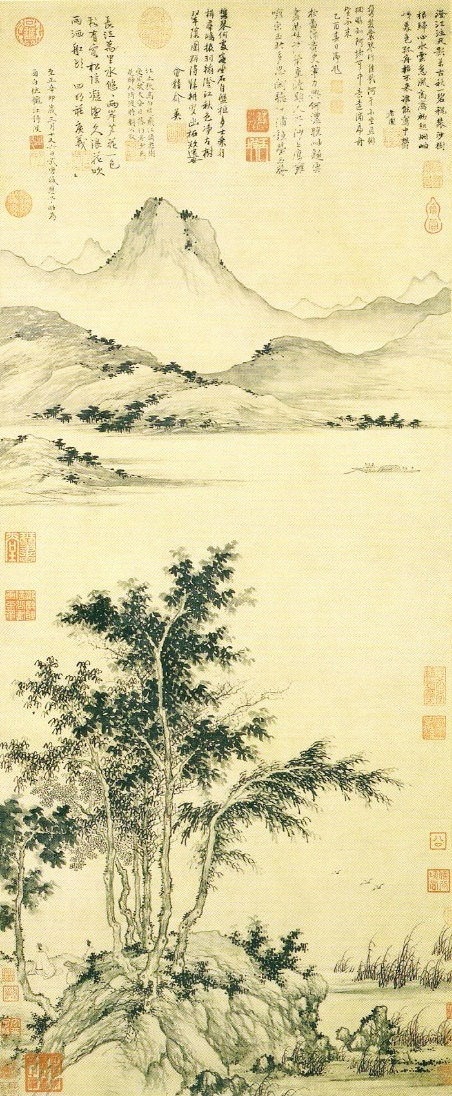
Attente du bac près d'un fleuve en automne, 1351, par le peintre chinois Sheng Mao (1310-1360)

  - Villa dans les montagnes par Sheng Mao (1310-1360) ou un de ses disciples (fausse signature de Zhao Mengfu), rouleau mural 209x116cm, encre et couleur sur soie.
- Kansas City (Nelson Gal. of Art):
  - En profitant de l'air de la montagne.
- Kyōto (Hompō-ji):
  - Deux grands paysages avec personnages jouant de la musique sous les bois, signés.
- Pékin (Musée du palais):
  - Vieux pin poussant sur un roc éclaté, inscription du peintre datée 1347, encre sur papier.
  - Paysage en bleu et vert, œuvre signée et datée 1312, feuille d'album.
  - A la recherche de fleur de prunier, feuille d'album portant le cachet du peintre.
- Shanghai:
  - Chanson claire sur une barque à automne, couleurs sur soie, rouleau en hauteur, attribution.
- Taipei (Nat. Palace Mus.):
  - En bateau sur le fleuve à l'automne, encre et couleurs sur papier, rouleau en longueur, inscription de Wei Jiuding datée 1361.
  - Noble lettré dans un bosquet d'automne, encre et couleurs légères sur soie, rouleau en hauteur signé.
  - Artisan de village, éventail signé.
  - Paysage de montagne, œuvre signée et datée 1313, d'après Zhang Sengyu, feuille d'album.
  - Ferme dans les arbres aux pieds des monts enneigés, poème du peintre daté 1322, poème de Qian Weishan daté 1364 et de Qing Qianlong.
  - Pêcheur dans un bateau accosté à la rive automnale, signé et daté 1344.
  - Voyageurs dans les nuages de la montagne à l'été, signé et daté 1362.
  - En bateau au clair de lune sous les pins, 1423-1495, signé, poème de Yao Shou (1423-1495).
  - Journée d'été dans les montagnes.
  - Hirondelle  planant au-dessus de la rive au printemps, signé.
  - Ruisseau de montagne et deux hommes dans une petite barque, signé.
  - Un lettré et son serviteur sous les pins avec deux grues, signé.
  - Pêcheur dans une barque sur l'eau calme, éventail portant le cachet du peintre.
- Washington DC (Freer Gallery of Art):
  - En attendant le bateau sur la rive automnale, signé et daté 1351, encre sur papier.